# Paul Connor
Paul Connor is een Amerikaans acteur, waarschijnlijk het bekendst door zijn rol als Timmy in de sitcom That '70s Show.

## Selectieve televisiewerken
| Jaar       | Titel                 | Aflevering                                                                          | Rol        |
| ---------- | --------------------- | ----------------------------------------------------------------------------------- | ---------- |
| 2002       | Titus                 | The Protector                                                                       | Bret       |
| 2002       | That '80s Show        | That '80s Pilot                                                                     | Guy        |
| 2002       | That '80s Show        | Spring Break '84                                                                    | Kid        |
| 2001       | Scrubs                | My Own Personal Jesus                                                               | Patiënt    |
| 2000       | City Guys             | Compromising Principal                                                              | Soda Guy   |
| 2000       | 3rd Rock from the Sun | The Big Giant Head Returns Again: Part 1 The Big Giant Head Returns Again: Part 2   | Student #3 |
| 1999- 2000 | That '70s Show        | Prom Night' Burning Down the House Kitty and Eric's Night Out Moon Over Point Place | Timmy      |
| 1999       | Becker                | Blind Curve                                                                         | Tony       |

## Selectieve filmografie
| Jaar | Titel          | Rol          |
| ---- | -------------- | ------------ |
| 2006 | Breakdown      | Mark Stanton |
| 2001 | Alex in Wonder | Paul         |
| 1992 | Swoon          | Bobby Franks |